# Dues Cares
Two-Face (Harvey Dent) és un personatge de ficció que apareix en còmics publicats per DC Comics, normalment com un adversari del superheroi Batman. El personatge va ser creat per Bob Kane i Bill Finger i va aparèixer per primera vegada a Detective Comics #66 (agost de 1942). Com un dels enemics més perdurables de Batman, Two-Face pertany al col·lectiu d'adversaris que formen la galeria de vilans de Batman.

Un cop un fiscal del districte de Gotham City, Harvey Dent té desfigurada la part esquerra del seu rostre després que el cap de la mafiós, Sal Maroni, li llancés àcids durant un judici judicial. A conseqüència es tornà boig i adopta la persona de dues cares, convertint-se en un criminal obsessionat amb el número dos, el concepte de dualitat i el conflicte entre el bé i el mal. En els últims anys, els escriptors han retratat l'obsessió de Two-Face per l'atzar i la sort com a resultat de l'esquizofrènia, el trastorn bipolar i el trastorn dissociatiu de la identitat. Obsessivament pren totes les decisions importants voltejant el seu antic amulet de lasort, una moneda que també va ser danyada per un costat per l'àcid. La versió moderna s'estableix com una vegada amic personal i aliat de James Gordon i Batman.
El personatge ha estat presentat en diverses adaptacions als mitjans, com ara llargmetratges, sèries de televisió i videojocs. Two-Face ha estat doblat per Richard Moll a DC animated universe, Troy Baker a la sèrie Batman: Arkham, Billy Dee Williams a Batman. La Lego pel·lícula i William Shatner a Batman vs. Two-Face. Entre els actors que li han donat cara estan Billy Dee Williams a Batman (com a Harvey Dent només), Tommy Lee Jones a Batman Forever, Aaron Eckhart a The Dark Knight, i Nicholas D'Agosto a la sèrie de televisió Gotham. El 2009, Two-Face va ocupar el 12è lloc de la llista d'IGN dels 100 millors vilans de còmics de tots els temps.